# Imperiofobia
Imperiofobia (de imperio y fobia) es un concepto acuñado por la escritora española Elvira Roca en su obra Imperiofobia y leyenda negra: Roma, Rusia, Estados Unidos y el Imperio español para designar el hecho recurrente de la construcción de supuestos imaginarios negativos (leyendas negras) en torno a las potencias mundiales, como es el caso de la hispanofobia, la francofobia, la anglofobia, la germanofobia, la rusofobia, la sinofobia, la americanofobia, y que encuentra un ejemplo paradigmático[cita requerida] en el odio hacia el Imperio romano durante el mundo antiguo.
A juicio de Arcadi Espada, vinculados a este concepto estarían los movimientos antimperialistas, nacionalistas, de liberación nacional, indigenistas o tercermundistas.